# Lechievizza
Lechievizza (in croato Lećevica) è un comune della Regione spalatino-dalmata in Croazia. Al 2001 possedeva una popolazione di 740 abitanti.

## Località
Il comune di Lechievizza è suddiviso in 4 frazioni (naselja) di seguito elencate. Tra parentesi il nome in lingua italiana, generalmente desueto.
- Kladnjice (Cladgnizze[2])
- Divojevići (Divoevich[2])
- Lećevica (Lechievizza[2])
- Radošić (Radossich[2])